# Proto-Turcs

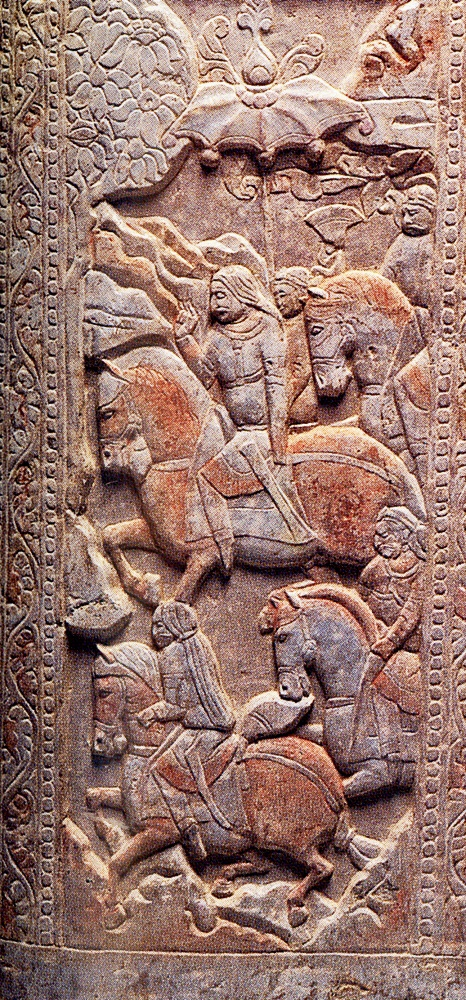
, Sogdiane, vers 570.

Les Proto-Turcs auraient été une population locutrice du proto-turc, une langue préhistorique reconstituée d'Asie qui serait ancestrale aux langues parlées de nos jours par les peuples turciques. La connaissance de ce peuple vient principalement de la reconstruction linguistique.
Parler de Proto-Turcs serait techniquement tout à fait justifié car la population de langue turque ou mongole ayant vécu à des périodes précédant l'apparition des royautés qui se donnèrent effectivement des noms de « Turcs » (au VIe siècle) et de « Mongol » (au XIIe siècle) était bien des Turcs ou des Mongols.
On estime généralement que les Huns sont des Proto-Turcs, mais cette idée reste discutée.
Les Hien-Yun, considérés comme les ancêtres des Huns,, sont considérés comme des Proto-Turcs.